# Евксиноград (кораб)
Вижте пояснителната страница за други значения на Евксиноград.
„Евксиноград“ е български пътнически кораб по проект на инж. Владимир Рождественски. Построен е в Пристанищна работилница – Варна.
Корабът е от тип „Галата“. Построен е за 18 месеца и е спуснат на вода през 1939 г. Разполага със 70 пътнически места, развива скорост 9,70 kn. Дължината на кораба е 18,10 m, ширина – 3,80 m, газене – 1,42 m. Водоизместването му е 22 t. От края на 1958 г. „Евксиноград“ в прехвърлен в язовир „Студен кладенец“. През 1989 г. е транспортиран отново до Варна, за да му бъде извършен ремонт в КРЗ „Одесос“. В експлоатация е до 2004 г.